# Forest Lake (Minnesota)
Pour les articles homonymes, voir Forest Lake.
Forest Lake est une ville située dans le comté de Washington, dans l'État du Minnesota aux États-Unis. Lors du recensement de 2010, sa population s'élevait à 18 375 habitants.

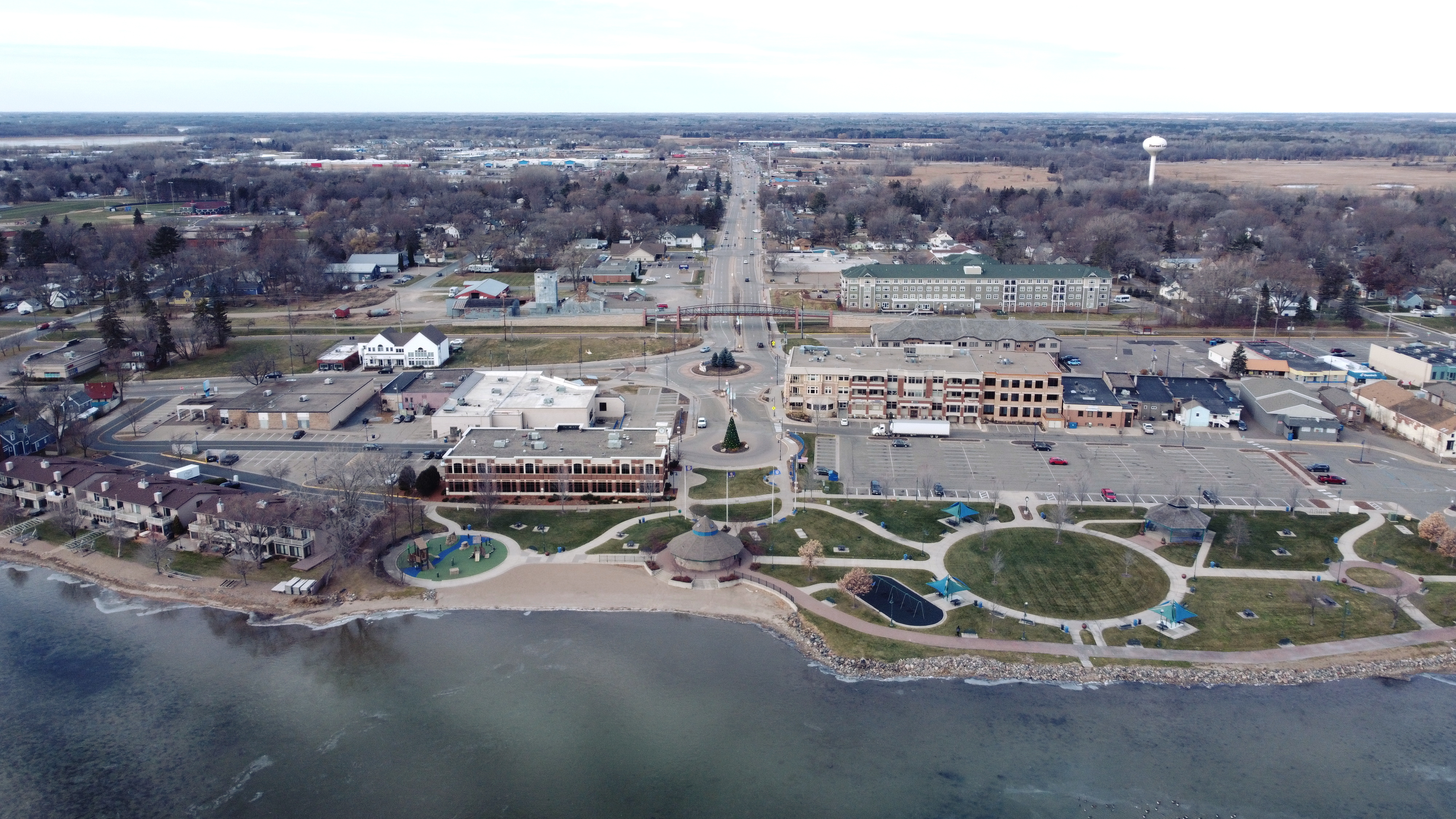
Centre-ville de Forest Lake

## Patrimoine
- Église Saint-Pierre  (catholique), architecture moderne[1]